# Longue Marche 6C
Longue Marche 6C (en chinois : 长征六号丙运载火箭 : Chang Zheng-6C, CZ-6A) est un lanceur moyen de la république populaire de Chine dont le premier lancement a eu lieu le 7 mai 2024. C'est une version dérivée de la Longue Marche 6A, sans les propulseurs d'appoint mais reprenant les moteurs du premier étage et du second étage brûlant un mélange semi-cryogénique kérosène / oxygène liquide. Il est développé par SAST. Il est lancé depuis la base de lancement de Taiyuan.

## Historique
Une opportunité de lancement multiple par Longue Marche 6C a été vendue aux enchères en ligne en juillet 2023, avec des prix d'enchères commençant à 87 000 ¥ / kg.

## Caractéristiques techniques
Le lanceur Longue Marche 6C dans sa configuration de base comporte deux étages propulsés par des moteurs à ergols liquides utilisant tous un mélange de kérosène et d'oxygène liquide. Sa masse au décollage est de 217 tonnes pour une hauteur de 43 mètres et un diamètre de 3,35 mètres. C'est une version légèrement plus courte (43 m contre 50 m) de la Longue Marche 6A, sans les propulseurs d'appoint. Il est capable d'envoyer 2,4 tonnes vers des orbites SSO de 500 km.
| Caractéristiques     | 1er étage                             | 2eétage         |
| -------------------- | ------------------------------------- | --------------- |
| Diamètre             | 3,35 m                                | 2,9 m           |
| Moteurs              | 2 moteurs YF-100                      | 1 moteur YF-115 |
| Poussée              | 2 376 kN                              | 180 kN          |
| Impulsion spécifique | 300 s (niveau de la mer) 335 s (vide) | 341,5 s (vide)  |
| Ergols               | LOX/RP-1                              | LOX/RP-1        |

## Historique des lancements
| no vol | Date (UTC)             | Site de lancement | Charge utile                                                  | Orbite                | Résultat | Commentaire       |
| ------ | ---------------------- | ----------------- | ------------------------------------------------------------- | --------------------- | -------- | ----------------- |
| 1      | 7 mai 2024 (03:21 UTC) | Taiyuan LA-9A     | Haiwangxing 01 / Zhixing 1C / Kuanfu Guangxue / Gaofen Shipin | Orbite héliosynchrone | Succès   | Premier lancement |